# ريان وينديل
ريان وينديل (بالإنجليزية: Ryan Wendell)‏ هو لاعب كرة قدم أمريكية أمريكي، ولد في 4 مارس 1986 في دياموند بار في الولايات المتحدة.

## وصلات خارجية
- ريان وينديل على موقع مرجع كرة القدم المحترفة.كوم (الإنجليزية)